# Lijst van Nederlandse ministers van Defensie

Onderscheidingsvlag van de minister van Defensie (sinds 2 oktober 2023)

De minister van Defensie staat aan het hoofd van het ministerie van Defensie.
De oorsprong van het departement ligt in 1813 toen de ministeries van Oorlog en van Marine werden ingesteld. Deze departementen werden in 1928 samengevoegd.
In de Tweede Wereldoorlog werd het ministerie tijdelijk weer gesplitst. Cornelis Staf was minister van Oorlog van 1951 tot 1958 en voerde sinds 1956 de titel minister voor Defensie. In 1959 ontstond door samenvoeging definitief het huidige ministerie van Defensie.

## Bewindslieden sinds 1848
Sinds 1848 hebben onderstaande personen dit ambt in Nederland vervuld:
| Minister | Minister | Partij               | Kabinet                                      | Periode                   |
| --- | --- | -------------------- | -------------------------------------------- | ------------------------- |
| Ruben Brekelmans | geen militair | VVD                  | kabinet-Schoof                               | 02-07-2024 tot heden      |
| Kajsa Ollongren | geen militair | D66                  | kabinet-Rutte IV                             | 10-01-2022 tot 02-07-2024 |
| Henk Kamp | geen militair | VVD                  | kabinet-Rutte III                            | 21-09-2021 tot 10-01-2022 |
| Ferdinand Grapperhaus (waarnemend) | geen militair | CDA                  | kabinet-Rutte III                            | 17-09-2021 tot 21-09-2021 |
| Ank Bijleveld | geen militair | CDA                  | kabinet-Rutte III                            | 26-10-2017 tot 17-09-2021 |
| Klaas Dijkhoff | geen militair | VVD                  | kabinet-Rutte II                             | 04-10-2017 tot 26-10-2017 |
| Jeanine Hennis-Plasschaert | geen militair | VVD                  | kabinet-Rutte II                             | 05-11-2012 tot 04-10-2017 |
| Hans Hillen | geen militair | CDA                  | kabinet-Rutte I                              | 14-10-2010 tot 05-11-2012 |
| Eimert van Middelkoop | geen militair | CU                   | kabinet-Balkenende IV                        | 22-02-2007 tot 14-10-2010 |
| Henk Kamp | geen militair | VVD                  | kabinet-Balkenende III                       | 12-12-2002 tot 22-02-2007 |
| Henk Kamp | geen militair | VVD                  | kabinet-Balkenende II                        | 12-12-2002 tot 22-02-2007 |
| Henk Kamp | geen militair | VVD                  | kabinet-Balkenende I                         | 12-12-2002 tot 22-02-2007 |
| Henk Kamp | geen militair | VVD                  | kabinet-Balkenende I                         | 12-12-2002 tot 22-02-2007 |
| Benk Korthals | geen militair | VVD                  | 22-07-2002 tot 12-12-2002                    |                           |
| Frank de Grave | geen militair | VVD                  | kabinet-Kok II                               | 03-08-1998 tot 22-07-2002 |
| Joris Voorhoeve | geen militair | VVD                  | kabinet-Kok I                                | 22-08-1994 tot 03-08-1998 |
| Relus ter Beek | geen militair | PvdA                 | kabinet-Lubbers III                          | 07-11-1989 tot 22-08-1994 |
| Frits Bolkestein | geen militair | VVD                  | kabinet-Lubbers II                           | 24-09-1988 tot 07-11-1989 |
| Piet Bukman | geen militair | CDA                  | kabinet-Lubbers II                           | 06-09-1988 tot 24-09-1988 |
| Wim van Eekelen | eerste luitenant | VVD                  | kabinet-Lubbers II                           | 14-07-1986 tot 06-09-1988 |
| Job de Ruiter | geen militair | CDA                  | kabinet-Lubbers I                            | 04-11-1982 tot 14-07-1986 |
| Hans van Mierlo | geen militair | D66                  | kabinet-Van Agt III                          | 1982                      |
| Hans van Mierlo | geen militair | D66                  | kabinet-Van Agt II                           | 1981-1982                 |
| Roelof Kruisinga/Jan de Koning/Willem Scholten/Pieter de Geus | | CHU/ARP/CDA          | kabinet-Van Agt I                            | 1977-1981                 |
| Bram Stemerdink | kapitein | PvdA                 | kabinet-Den Uyl                              | 01-01-1977 tot 19-12-1977 |
| Henk Vredeling | geen militair | PvdA                 | kabinet-Den Uyl                              | 11-05-1973 tot 01-01-1977 |
| Hans de Koster | geen militair | VVD                  | kabinet-Biesheuvel II                        | 06-07-1971 tot 11-05-1973 |
| Hans de Koster | geen militair | kabinet-Biesheuvel I |                                              | 06-07-1971 tot 11-05-1973 |
| Willem den Toom | luitenant-generaal | VVD                  | kabinet-De Jong                              | 05-04-1967 tot 06-07-1971 |
| Piet de Jong | kapitein-ter-zee |                      | kabinet-Zijlstra                             | 24-07-1963 tot 05-04-1967 |
| Piet de Jong | kapitein-ter-zee | kabinet-Cals         |                                              | 24-07-1963 tot 05-04-1967 |
| Piet de Jong | kapitein-ter-zee | kabinet-Marijnen     |                                              | 24-07-1963 tot 05-04-1967 |
| Sidney van den Bergh / Jan de Quay (a.i.) / Simon Hendrik Visser | Sidney van den Bergh / Jan de Quay (a.i.) / Simon Hendrik Visser |                      | kabinet-De Quay                              | 1959-1963                 |
| vanaf 1959 minister van Defensie | |                      |                                              |                           |
| Oorlog | Marine |                      | Kabinet                                      | Periode                   |
| Cornelis Staf (met de titel minister voor Defensie) | Cornelis Staf |                      | kabinet-Beel II                              | 1958-1959                 |
| Cornelis Staf (met de titel minister voor Defensie) | Cornelis Staf |                      | kabinet-Drees III                            | 1956-1958                 |
| Cornelis Staf | Cornelis Staf |                      | kabinet-Drees II                             | 1952-1956                 |
| Cornelis Staf | Cornelis Staf |                      | kabinet-Drees I                              | 1951-1952                 |
| Willem Frederik Schokking Hendrik Laurentius s'Jacob | Willem Frederik Schokking (a.i.) Willem Frederik Schokking Hendrik Laurentius s'Jacob |                      | kabinet-Drees-Van Schaik                     | 1948-1951                 |
| Alexander Fiévez | Alexander Fiévez (a.i.) Jules Schagen van Leeuwen Alexander Fiévez (a.i.) |                      | kabinet-Beel I                               | 1946-1948                 |
| Johannes Meynen | Jim de Booy |                      | kabinet-Schermerhorn-Drees                   | 1945-1946                 |
| Jim de Booy Jan de Quay | Jim de Booy |                      | kabinet-Gerbrandy III                        | 1945                      |
| Hendrik van Boeijen Otto Cornelis Adriaan van Lidth de Jeude | Johan Furstner |                      | kabinet-Gerbrandy II                         | 1941-1945                 |
| vanaf 1941 minister van Oorlog en minister van Marine | |                      |                                              |                           |
| Defensie | Defensie |                      | Kabinet                                      | Periode                   |
| Adriaan Dijxhoorn /Hendrik van Boeijen | Adriaan Dijxhoorn /Hendrik van Boeijen |                      | kabinet-Gerbrandy I                          | 1940-1941                 |
| Adriaan Dijxhoorn | Adriaan Dijxhoorn |                      | kabinet-De Geer II                           | 1939-1940                 |
| Jannes Johannes Cornelis van Dijk | Jannes Johannes Cornelis van Dijk |                      | kabinet-Colijn V                             | 1939                      |
| Jannes Johannes Cornelis van Dijk | Jannes Johannes Cornelis van Dijk |                      | kabinet-Colijn IV                            | 1937-1939                 |
| Laurentius Nicolaas Deckers / Hendrikus Colijn (a.i.) | Laurentius Nicolaas Deckers / Hendrikus Colijn (a.i.) |                      | kabinet-Colijn III                           | 1935-1937                 |
| Laurentius Nicolaas Deckers | Laurentius Nicolaas Deckers |                      | kabinet-Colijn II                            | 1933-1935                 |
| Laurentius Nicolaas Deckers | Laurentius Nicolaas Deckers |                      | kabinet-Ruijs de Beerenbrouck III            | 1929-1933                 |
| Johan Marie Jacques Hubert Lambooij | Johan Marie Jacques Hubert Lambooij |                      | kabinet-De Geer I                            | 1928-1929                 |
| vanaf 1928 minister van Defensie | |                      |                                              |                           |
| Oorlog | Marine |                      | Kabinet                                      | Periode                   |
| Louis Anne van Roijen Johan Marie Jacques Hubert Lambooij | Louis Anne van Roijen (a.i.) Johan Marie Jacques Hubert Lambooij (a.i.) |                      | kabinet-De Geer I                            | 1926-1928                 |
| Johan Marie Jacques Hubert Lambooij | Johan Marie Jacques Hubert Lambooij (a.i.) |                      | kabinet-Colijn I                             | 1925-1926                 |
| Jannes Johannes Cornelis van Dijk | Evert Pieter Westerveld |                      | kabinet-Ruijs de Beerenbrouck II             | 1922-1925                 |
| George August Alexander Alting von Geusau Charles Ruijs de Beerenbrouck (a.i.) Willem Frederik Pop Jannes Johannes Cornelis van Dijk                                                                    | George August Alexander Alting von Geusau Willem Naudin ten Cate Charles Joseph Marie Ruijs de Beerenbrouck (a.i.) Hendrik Bijleveld Hendrik Albert van IJsselsteyn (a.i.) Willem Frederik Pop Jannes Johannes Cornelis van Dijk |                      | kabinet-Ruijs de Beerenbrouck I              | 1918-1922                 |
| Nicolaas Bosboom Jean Jacques Rambonnet (a.i.) Bonifacius Cornelis de Jonge | Jean Jacques Rambonnet Bonifacius Cornelis de Jonge (a.i.) |                      | kabinet-Cort van der Linden                  | 1913-1918                 |
| Frederik Henri Alexander Sabron Wouter Cool Hendrikus Colijn | Jan Wentholt Hendrikus Colijn (a.i.) |                      | kabinet-Heemskerk                            | 1908-1913                 |
| Hendrik Pieter Staal Willem Frederik van Rappard | William James Cohen Stuart Jan Wentholt |                      | kabinet-De Meester                           | 1905-1908                 |
| Johannes Willem Bergansius | Gerhardus Kruys Johannes Willem Bergansius (a.i.) Abraham George Ellis |                      | kabinet-Kuyper                               | 1901-1905                 |
| Joannes Coenraad Jansen (a.i.) Kornelis Eland Arthur Kool | Joannes Coenraad Jansen Kornelis Eland (a.i.) Jacob Alexander Röell |                      | kabinet-Pierson                              | 1897-1901                 |
| Clemens Diederik Hendrik Schneider | Herman Marinus van der Wijck |                      | kabinet-Röell                                | 1894-1897                 |
| August Lodewijk Willem Seyffardt | Joannes Coenraad Jansen |                      | kabinet-Van Tienhoven                        | 1891-1894                 |
| Johannes Willem Bergansius | Hendrik Dyserinck Gerhardus Kruys |                      | kabinet-Mackay                               | 1888-1891                 |
| August Willem Philip Weitzel | Frederik Lambertus Geerling Willem Frederik van Erp Taalman Kip Willem Lodewijk Adolf Gericke Frederik Cornelis Tromp |                      | kabinet-Heemskerk Azn.                       | 1883-1888                 |
| Anthonie Ernst Reuther | Willem Frederik van Erp Taalman Kip |                      | kabinet-Van Lynden van Sandenburg            | 1879-1883                 |
| Jan Karel Hendrik de Roo van Alderwerelt Hendrikus Octavius Wichers (a.i.) Jacobus Catharinus Cornelis den Beer Poortugael                                                                              | Hendrikus Octavius Wichers |                      | kabinet-Kappeyne van de Coppello             | 1877-1879                 |
| August Willem Philip Weitzel Hendrik Johannes Enderlein Willem Frederik van Erp Taalman Kip (a.i.) Guillaume Jean Gérard Klerck Willem Frederik van Erp Taalman Kip (a.i.) Hendrik Johan Rudolph Beijen | Willem Frederik van Erp Taalman Kip |                      | kabinet-Heemskerk-Van Lynden van Sandenburg  | 1874-1877                 |
| Menno David van Limburg Stirum Lodewijk Gerard Brocx (a.i.) August Willem Philip Weitzel | Lodewijk Gerard Brocx Isaäc Dignus Fransen van de Putte (a.i.) Willem Frederik van Erp Taalman Kip |                      | kabinet-De Vries-Fransen van de Putte        | 1872-1874                 |
| Gerardus Petrus Booms Adriaan Engelvaart Lodewijk Gerard Brocx (a.i.) Félix Albert Théodore Delprat | Lodewijk Gerard Brocx |                      | kabinet-Thorbecke III                        | 1871-1872                 |
| Joannes Josephus van Mulken | Lodewijk Gerard Brocx |                      | kabinet-Van Bosse-Fock                       | 1868-1871                 |
| Johannes Adrianus van den Bosch | Gerhard Christiaan Coenraad Pels Rijcken |                      | kabinet-Van Zuylen van Nijevelt              | 1866-1868                 |
| Johan Wilhelm Blanken | Johan Wilhelm Blanken (a.i.) |                      | kabinet-Fransen van de Putte                 | 1866                      |
| Johan Wilhelm Blanken | Willem Johan Cornelis Huyssen van Kattendijke Johan Wilhelm Blanken (a.i.) |                      | kabinet-Thorbecke II                         | 1862-1866                 |
| Eduard August Otto de Casembroot | Willem Johan Cornelis Huyssen van Kattendijke |                      | kabinet-Van Zuylen van Nijevelt-Van Heemstra | 1861-1862                 |
| Eduard August Otto de Casembroot | Johannes Servaas Lotsy |                      | kabinet-Van Hall-Van Heemstra                | 1860-1861                 |
| Cornelis Theodorus van Meurs Eduard August Otto de Casembroot | Johannes Servaas Lotsy |                      | kabinet-Rochussen                            | 1858-1860                 |
| Hendrik Forstner van Dambenoy Cornelis Theodorus van Meurs | Abraham Johannes de Smit van den Broecke Johannes Servaas Lotsy |                      | kabinet-Van der Brugghen                     | 1856-1858                 |
| Hendrik Forstner van Dambenoy | James Enslie Hendrik Frederik Christoph Forstner van Dambenoy (a.i.) Abraham Johannes de Smit van den Broecke |                      | kabinet-Van Hall-Donker Curtius              | 1853-1856                 |
| Johannes Theodorus van Spengler Hendrik Forstner van Dambenoy | Engelbertus Lucas Johannes Theodorus van Spengler (a.i.) James Enslie |                      | kabinet-Thorbecke I                          | 1849-1853                 |
| Jan Hendrik Voet | Julius Constantijn Rijk Engelbertus Batavus van den Bosch |                      | kabinet-De Kempenaer-Donker Curtius          | 1848-1849                 |
| Charles Nepveu Jan Hendrik Voet | Julius Constantijn Rijk |                      | kabinet-Schimmelpenninck                     | 1848                      |

1. ↑  Jeanine Hennis-Plasschaert is na haar voortijdig aftreden als Minister van Defensie door haar opvolgster in 2018 benoemd tot Kapitein-Luitenant-ter-zee voor Speciale diensten.

## Onder koning Willem II 1840-1848
- Oorlog:
  - Frederik Carel List van 1 november 1840 tot 25 maart 1848
  - Abraham Schuurman van 7 oktober 1840 tot 1 november 1840
- Marine:
  - Jacques Jean Quarles van Ufford a.i. van 1 januari 1842 tot 2 juni 1842
  - Jean Chrétien Baud van 7 oktober 1840 tot 1 januari 1842

## Onder koning Willem I 1814-1840
- Oorlog:
  - Abraham Schuurman van 1 januari 1840 tot 7 oktober 1840
  - Hendrik Rudolph Trip van 30 mei 1837 tot 1 januari 1840
  - Hendrik Rudolph Trip a.i. van 1 oktober 1834 tot 30 mei 1837
  - Dominique Jacques de Eerens van 1 januari 1830 tot 1 oktober 1834
  - Willem Frederik Karel van Oranje-Nassau, van 1 juli 1826 tot 25 december 1829
  - Alexandre Charles Joseph Ghislain d'Aubremé van 1 maart 1819 tot 2 juli 1826
  - Marinus Piepers van 1 maart 1818 tot 30 september 1818
  - Friedrich Adrian van der Goltz van 21 september 1815 tot 27 februari 1818
  - Jan Willem Janssens van 16 maart 1815 tot 16 september 1815
- Marine:
  - Jean Chrétien Baud van 10 augustus 1840 tot 7 oktober 1840
  - Constantijn Johan Wolterbeek van 1 januari 1830 tot 11 augustus 1840
  - Jacques Jean Quarles van Ufford a.i. van 1 oktober 1829 tot 1 januari 1830
  - Cornelis Theodorus Elout van 5 april 1825 tot 1 oktober 1829
  - Adam Anthony Stratenus a.i. van 13 maart 1825 tot 5 april 1825
  - Joan Cornelis van der Hoop van 16 maart 1815 tot 13 maart 1825

## Onder Soeverein Vorst Willem 1813-1814
- Oorlog:
  - Jan Willem Janssens van 2 december 1814 tot 16 maart 1815
  - Berend Hendrik Bentinck tot Buckhorst van 6 april 1814 tot 28 juli 1814
  - Berend Hendrik Bentinck tot Buckhorst van 29 november 1813 tot 6 april 1814
  - Leopold graaf van Limburg Stirum a.i. van 29 november 1813 tot 13 december 1813
- Marine:
  - Joan Cornelis van der Hoop van 29 november 1813 tot 16 maart 1815

## Koninkrijk Holland 1806-1810
- Oorlog:
  - Jacob Jan Cambier van 15 april 1810 tot 1 januari 1811
  - Cornelis Rudolphus Theodorus Krayenhoff van 27 mei 1809 tot 3 maart 1810
  - Jacob Jan Cambier a.i. van 27 maart 1809 tot 27 mei 1809
  - Jan Willem Janssens van 7 december 1807 tot 27 mei 1809
  - Dirk van Hogendorp van 25 januari 1807 tot 7 december 1807
  - Dirk van Hogendorp a.i. van 24 november 1806 tot 25 januari 1807
  - Henri Damas Bonhomme van 29 juli 1806 tot 24 november 1806
- Marine:
  - Paulus van der Heim van 8 januari 1808 tot 1 januari 1811
  - Carel Hendrik Ver Huell van 10 juni 1806 tot 8 januari 1808

## Schimmelpenninck 1805-1806
- Oorlog:
  - Gerrit Jan Pijman van 19 juni 1806 tot 11 juli 1806
- Marine:
  - Carel Hendrik Ver Huell van 1 mei 1805 tot 10 juni 1806
  - Henricus van Roijen a.i. van 1 mei 1805 tot 16 september 1805

## Staatsbewind 1801-1805
- Oorlog:
  - Gerrit Jan Pijman van 19 juni 1803 tot 19 juni 1806

## Uitvoerend Bewind 1798-1801
- agent van Oorlog:
  - Jacob Jan Cambier van 3 maart 1800 tot 8 december 1801
  - Gerrit Jan Pijman van 16 februari 1798 tot 3 maart 1800
- agent voor Marine:
  - Jacobus Spoors van 19 februari 1798 tot 18 december 1801